# Речное (Ленинградская область)
Речное (до 1948 года Тикансаари, фин. Tikansaari) — посёлок в Ромашкинском сельском поселении Приозерского района Ленинградской области.

## Название
Название деревни означает «остров или деревня Тикка», где «тикка» в переводе с финского означает «дятел». По одной из версий деревня Тикансаари получила свое название в честь крестьянина по прозвищу Тикка, который первым построил дом и расчистил островок поля в чаще леса, там где позднее выросла деревня. Существует вторая версия, согласно которой финский антропоним Тикка является производным от русского имени Тихон.
В начале 1948 года деревне было дано новое название — Дятлово, которое частично являлось переводом с финского. Однако через полгода название было изменено на Речное.

## История
До 1939 года деревня Тикансаари входила в состав волости Саккола Выборгской губернии Финляндской республики.
С 1 января 1940 года в составе Карело-Финской ССР.
С 1 августа 1941 года по 31 июля 1944 года финская оккупация.
С 1 ноября 1944 года в составе Юлимякского сельсовета Кексгольмского района.
С 1 октября 1948 года в составе Красноармейского сельсовета Приозерского района.
С 1 января 1949 года учитывается как деревня Речное.
С 1 февраля 1963 года — в составе Выборгского района.
С 1 января 1965 года — вновь в составе Приозерского района. В 1965 году деревня насчитывала 172 жителя.
По данным 1966 и 1973 годов посёлок Речное входил в состав Красноармейского сельсовета.
По данным 1990 года посёлок Речное входил в состав Ромашкинского сельсовета.
В 1997 году в посёлке Речное Ромашкинской волости проживали 42 человека, в 2002 году 23 человека (русские — 78 %).
В 2007 году в посёлке Речное Ромашкинского СП проживал 31 человек, в 2010 году — 20 человек.

## География
Посёлок расположен в западной части района на автодороге 41К-262 (Сапёрное — Мельниково).
Расстояние до административного центра поселения — 8 км.
Расстояние до ближайшей железнодорожной станции Громово — 9 км.
К югу от посёлка протекает ручей Заозёрный.

## Демография
| 2007 | 2010 | 2017 |
| ---- | ---- | ---- |
| 31   | ↘20  | ↘19  |

## Улицы
Придорожная.

## Садоводства
Речное